# Мурутинга-ду-Сул
Мурутинга-ду-Сул (порт. Murutinga do Sul)  —  муниципалитет в Бразилии, входит в штат Сан-Паулу. Составная часть мезорегиона Арасатуба. Входит в экономико-статистический  микрорегион Андрадина. Население составляет 4111 человек на 2006 год. Занимает площадь 248,278 км². Плотность населения — 16,6 чел./км².

## История
Город основан в 1º de Maio году.

## Статистика
- Валовой внутренний продукт на 2003 составляет 43.577.272,00 реалов (данные: Бразильский институт географии и статистики).
- Валовой внутренний продукт на душу населения на 2003 составляет 10.767,80 реалов (данные: Бразильский институт географии и статистики).
- Индекс развития человеческого потенциала на 2000 составляет 0,780 (данные: Программа развития ООН).